# Porotrichum fruticosum
Porotrichum fruticosum là một loài Rêu trong họ Neckeraceae. Loài này được (Mitt.) A. Jaeger miêu tả khoa học đầu tiên năm 1877.